# SMS Ostfriesland
SMS Ostfriesland byla druhá loď  třídy Helgoland, bitevních lodí (dreadnought) německého císařského námořnictva (Kaiserliche Marine). Jméno dostala podle regionu Východní Frísko.

## Stavba

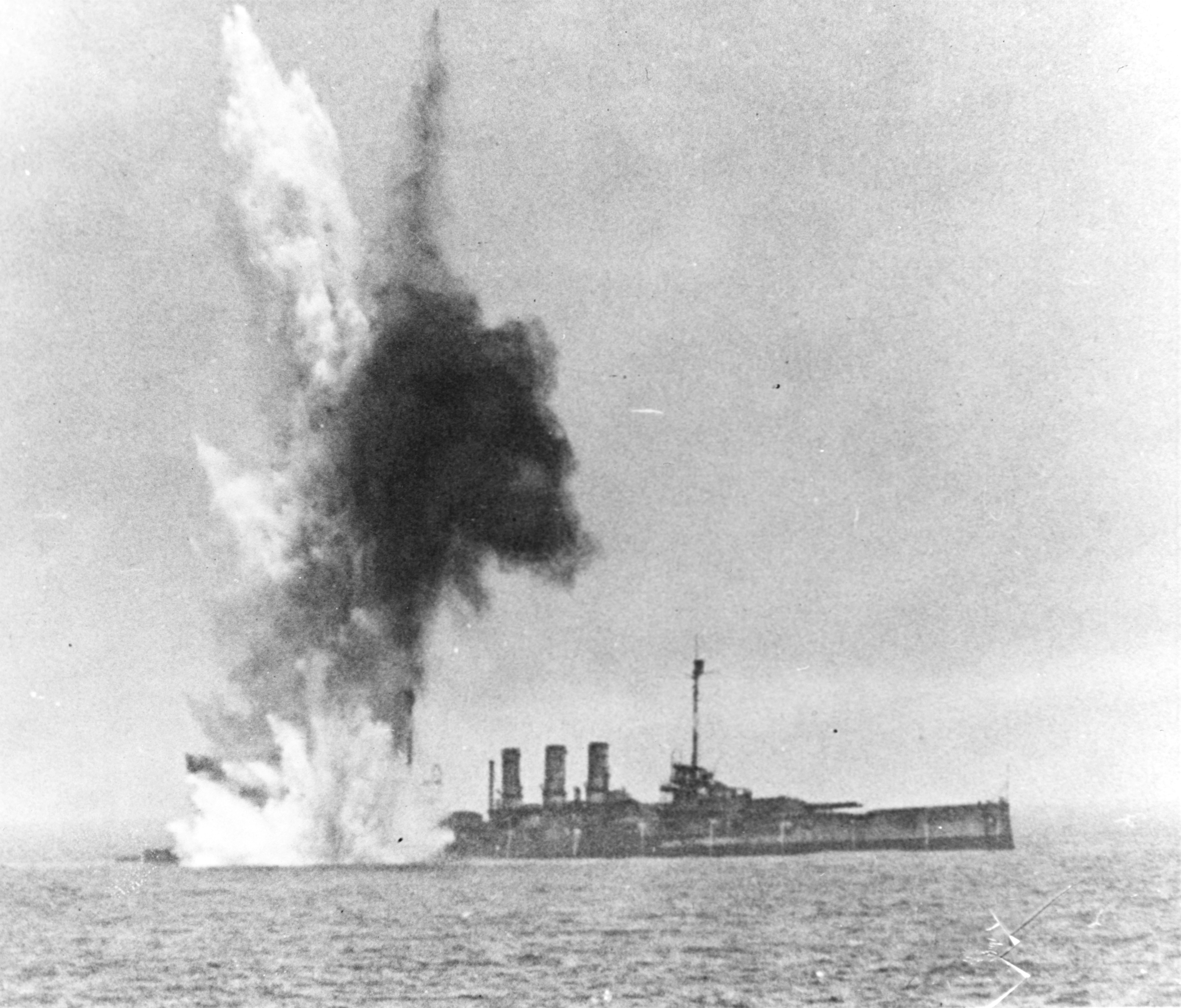
Bitevní loď Ostfriesland zasažená těžkou leteckou bombou

Kýl byl položen v loděnici Kaiserliche Werft Wilhelmshaven ve Wilhelmshavenu v říjnu 1908, spuštěna na vodu byla 30. září 1909 a uvedena do služby dne 1. srpna 1911.

## Konstrukce
Hlavní výzbroj tvořilo dvanáct děl ráže 305 mm v šesti věžích po dvou a dosahovala maximální rychlosti 21,2 uzlů (39,3 km/h; 24,4 mph).

## Služba

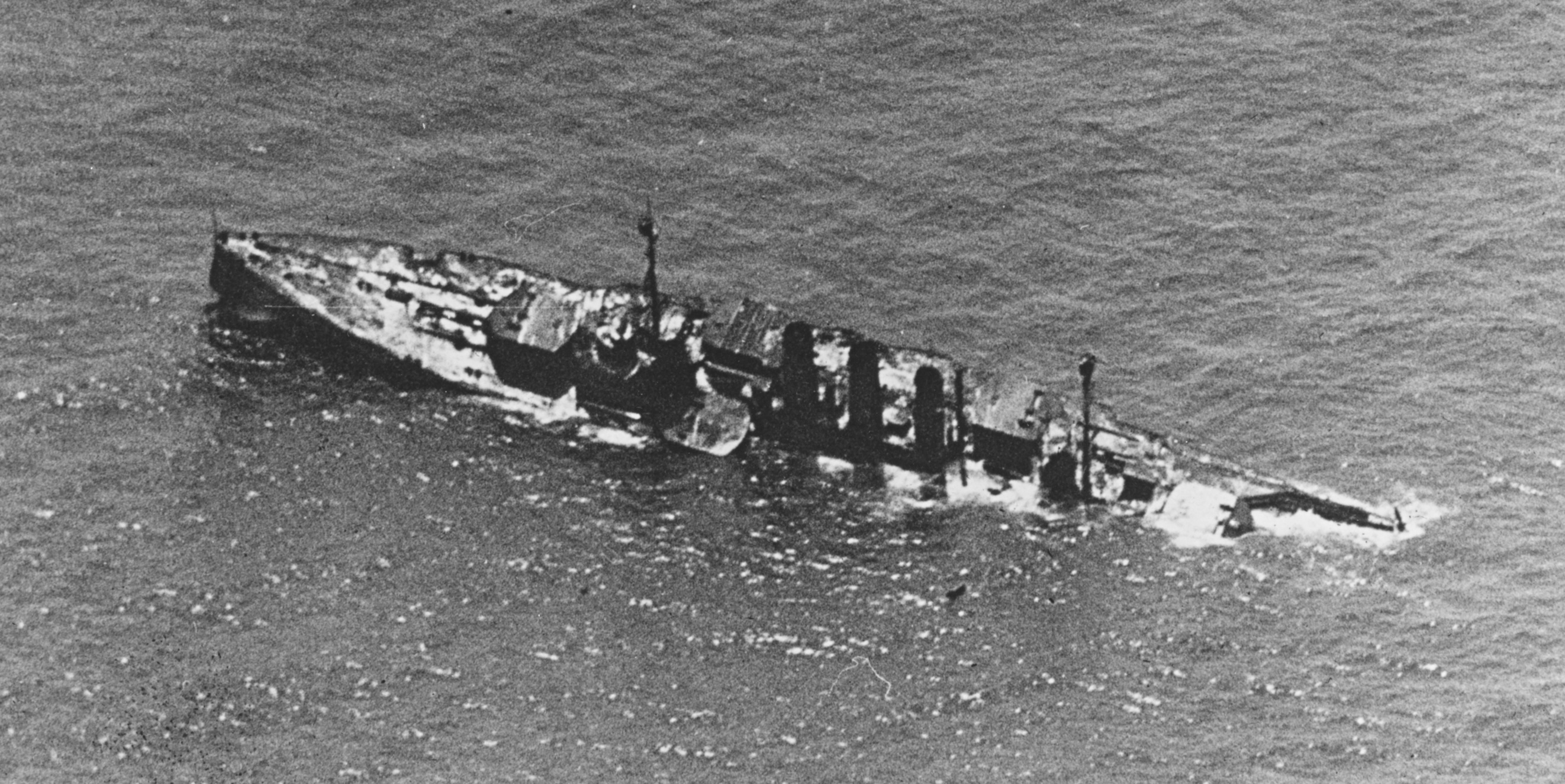
Potápějící se bitevní loď Ostfriesland

Ostfriesland byla přidělena k I. bitevní eskadře Širokomořského loďstva, kde sloužila po většinu své kariéry i první světové války.
Spolu se svými sesterskými loděmi SMS Helgoland, SMS Oldenburg a SMS Thüringen se bitevní loď Ostfriesland účastnila všech hlavních operací floty za první světové války v Severním moři proti britské Grand Fleet, včetně bitvy u Jutska 31. května a 1. června 1916, největší námořní bitva války. Loď také se zapojila do boje v Baltském moři proti ruskému carskému námořnictvu. Byla přítomna při prvním a neúspěšném vpádu do Rižského zálivu v srpnu 1915.
Po pádu Německa v listopadu 1918 byla většina Širokomořského loďstva internována a během mírových jednání byla ve Scapa Flow potopena. Lodě třídy Helgoland směly zůstat v Německu, ale nakonec byly všechny předány vítězným spojeneckým mocnostem jako válečné reparace. Ostfriesland obdržely Spojené státy a nakonec byla potopena během výcviku letectva ve Virginia Capes v červenci 1921.